# Chocotone

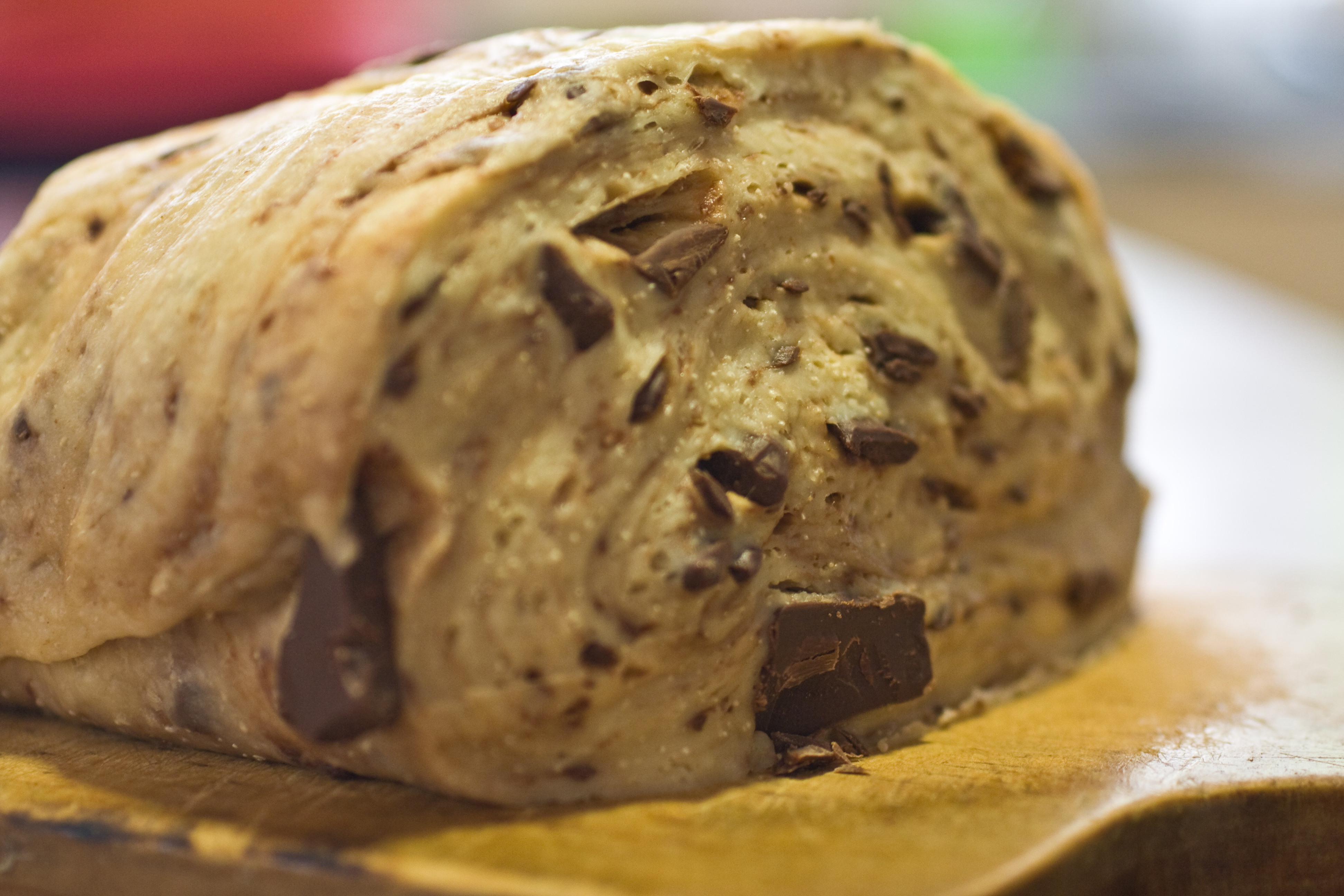
Masse de chocotone antes de ir para a forma.

Chocotone é uma receita de panetone brasileira. A massa que é usada no chocotone é a mesma do panetone, mas sem a presença de frutas cristalizadas, que são substituídas por gotas de chocolate. A palavra "chocotone" é derivada por uma mistura das palavras chocolate e panetone.